# WTA Austrian Open 1994
Il WTA Austrian Open 1994 è stato un torneo di tennis giocato sulla terra rossa. È stata la 23ª edizione del torneo, che fa parte della categoria Tier IV nell'ambito del WTA Tour 1994. Si è giocato a Maria Lankowitz in Austria, dal 25 al 31 luglio 1994.

## Campionesse

### Singolare
Anke Huber ha battuto in finale  Judith Wiesner con il punteggio di 6–3, 6–3

### Doppio
Sandra Cecchini /  Patricia Tarabini hanno battuto in finale  Alexandra Fusai /  Karina Habšudová con il punteggio di 7–5, 7–5